# Beatrice Lanza
Beatrice Lanza (Biella, 21 maart 1982) is een Italiaans triatlete en duatlete uit Biella. Ze werd Europees kampioen triatlon bij de neo-senioren (onder 23 jaar).
Lanza deed in 2004 mee aan de triatlon op de Olympische
Spelen van Athene. Ze behaalde een 15e plaats met een tijd van 2:07.59,26.
Ze is aangesloten bij KTM International Triathlon.

## Titels
- Europees kampioen triatlon (onder 23 jaar) : 2002
- Italiaans kampioen triatlon (onder 23 jaar) : 2002, 2003
- Italiaans kampioen sprint triatlon : 2002

## Belangrijke prestaties

### triatlon
- 1999: 6e WK junioren in Montreal
- 2001:  WK junioren in Canada
- 2001: 6e ITU wereldbekerstrijd in Rennes
- 2002:  Italiaans kampioenschap
- 2002: 6e ITU wereldbekerstrijd in Tiszaujvaros
- 2003: 14e WK Nieuw-Zeeland
- 2003: 9e EK
- 2003:  ITU wereldbekerstrijd in Ishigaki
- 2003: 4e ITU wereldbekerstrijd in Hamburg
- 2003: 8e ITU wereldbekerstrijd in Corner Brook
- 2003:  Italiaans kampioenschap triatlon
- 2004: 15e Olympische Spelen in Athene
- 2005: 17e WK olympische afstand voor neo-senioren in Gamagōri - 2:10:15

### duatlon
- 2001: 5e WK junioren